# 루마니아 왕자 미르체아

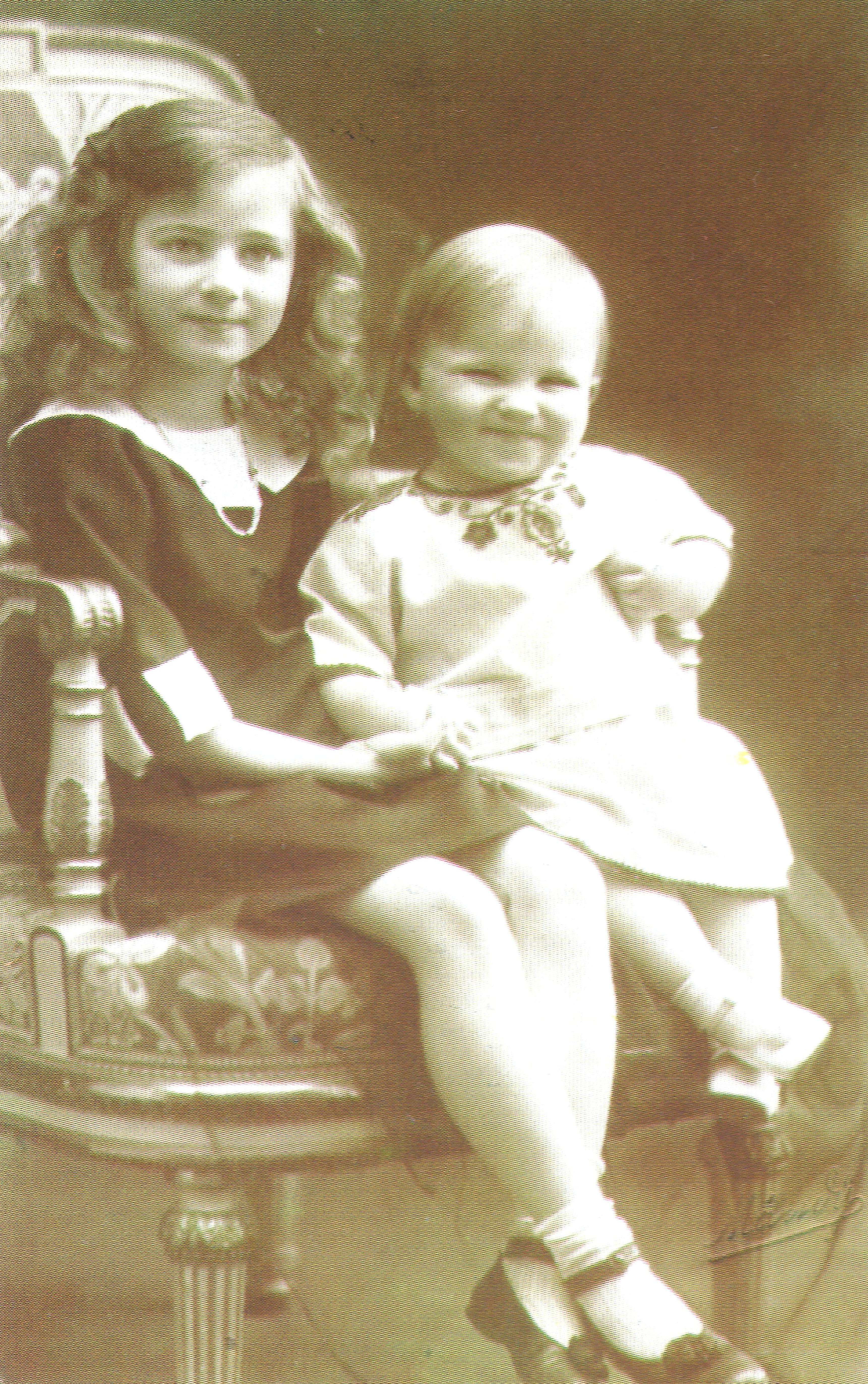
루마니아 왕자 미르체아

루마니아 왕자 미르체아(Prince Mircea of Romania, 1913년 1월 3일 ~ 1916년 11월 2일)는 루마니아의 페르디난트 1세 왕과 에든버러의 마리아 사이에서 태어난 셋째 아들이자 막내 아들로, 빅토리아 여왕의 어머니를 통해 태어난 증손자였다. 1916년 11월, 그는 3세의 나이로 사망했다.